# Borca (Neamț)
Pour les articles homonymes, voir Borca.
Borca (Borka en hongrois) est une commune roumaine du județ de Neamț, dans la région historique de Moldavie et dans la région de développement du Nord-Est.

## Géographie
La commune de Borca est située dans le nord-ouest du județ, à la limite avec le județ de Suceava, sur le cours supérieur de la Bistrița, entre les Monts Stânișoarei et les Monts Bistriței, à 87 km au nord-ouest de Piatra Neamț, le chef-lieu du județ.
La municipalité est composée des sept villages suivants (population en 1992) :
- Borca (1 132), siège de la municipalité ;
- Lunca ;
- Mădei (878) ;
- Pârâul Cârjei (743) ;
- Pârâul Pântei (584) ;
- Sabasa (2 166) ;
- Soci (830).

## Politique
| Période                                  | Période  | Identité        | Étiquette      | Qualité |
| ---------------------------------------- | -------- | --------------- | -------------- | ------- |
| Les données manquantes sont à compléter. |          |                 |                |         |
|                                          | 2012     | Vasile Aleca    | PDL            |         |
| 2012                                     | En cours | Geo-Ovidiu Niță | PDL, puis UNPR |         |

| Parti | Parti                                                 | Sièges |
| ----- | ----------------------------------------------------- | ------ |
|       | Parti social-démocrate (PSD)                          | 5      |
|       | Parti national libéral (PNL)                          | 4      |
|       | Alliance des libéraux et démocrates (ALDE)            | 1      |
|       | Union nationale pour le progrès de la Roumanie (UNPR) | 5      |

## Religions
En 2002, la composition religieuse de la commune était la suivante :
- Chrétiens orthodoxes, 98,38 % ;
- Pentecôtistes, 0,87 %.

## Démographie
En 2002, la commune compte 6 457 Roumains (97,44 %) et 166 Tsiganes (2,50 %). On comptait à cette date 2 600 ménages et 2 860 logements.
| 2002  | 2007  |
| ----- | ----- |
| 6 626 | 6 597 |

## Économie
L'économie de la commune repose sur l'élevage et l'exploitation des forêts.

## Communications

### Routes
Borca se trouve sur la route nationale DN17B qui relie Piatra Neamț avec Vatra Dornei et Bistrița.

## Lieux et monuments
- Excursions vers le Mont Budacu (1 864 m d'altitude).